# جورج آدی
جورج آدی (انگلیسی: George Addy؛ ۲۷ آوریل ۱۸۹۱ – ۱۹۷۱ (۷۹−۸۰ سال)) بازیکن فوتبال اهل بریتانیا بود.
از باشگاه‌هایی که در آن بازی کرده‌است می‌توان به باشگاه فوتبال بارنزلی و باشگاه فوتبال نوریچ سیتی اشاره کرد.